# 阿爾派A522
阿爾派A522是2022年一级方程式世界锦标赛阿爾派车队的比賽用車。由阿爾派车队在帕特·弗萊指導下设计和制造的一级方程式赛车。賽車由费尔南多·阿隆索和埃斯特班·奧康駕駛，是阿爾派车队在2022年新技術規則下第一款的一級方程式賽車。 A522在2022年巴林大獎賽上首次參賽。

## 賽車發佈及塗裝
阿爾派A522於2022年2月21日在東京宮發佈，2022年新技術規則的賽車及其兩種塗裝一同亮相。A522將會在本賽季使用兩種不同顔色的賽車塗裝。賽季前兩場比賽（巴林和沙地阿拉伯站）會使用以粉紅色為主的賽車塗裝，而餘下的賽季會使用以藍色為主的賽車塗裝。
A522的塗裝有一部分參考了A521。A522的塗裝新增了屬於奧地利公司贊助商BWT的粉紅色。車體顔色基本上保持不變，藍色覆蓋整個賽車頂部，而黑色則佈滿賽車底部、駕駛艙以及一部分的頭翼。大部分側箱、前翼襟翼和後翼襟翼頂部的區域都塗上粉紅色。在所有粉紅色的地方都有冠名贊助商BWT的標誌。藍白紅斜帶裝飾著引擎蓋後部。法國國旗則移至尾翼，賽車尾部也有藍黑色漸變的“A”作點綴。

## 賽車設計及研發

### 背景
新一代技術規則原定於2021年賽季推出。但是，由於2019冠状病毒病疫情，規則推遲到至2022年推出。因此，從2020年3月28日至2020年12月31日，所有新一代賽車的開發都暫停了。

### 賽車設計
賽車的設計歷時18個月。賽車的前擾流板由四個葉片組成，而後擾流板則由一根支柱支撐。凸起的引擎蓋能優化冷卻效能。進氣口呈窄長橢圓形。。
在引擎罩的下方的百葉窗能幫助冷卻。在側箱的前部和外側都有冷卻百葉窗，然後側箱急劇向下傾斜，這種設計能加快後輪和擴散器出口之間的氣流速度。側箱的這個傾斜部分沒有安裝百葉窗。賽車具有纖細的頭翼，側面非常圓潤，能更有效地引導氣流從頭翼向下流動。進氣口下方有一個明顯的切面，以加速側箱側面周圍的氣流。賽車保留了傳統的前推桿/後拉桿的懸吊系統佈局。
尾翼十分平坦，與從其他賽車看到的勺形設計不同。賽車只有一根並連接排氣管與碰撞結構的柱子支撐著尾翼，這會改善尾翼下方的氣流。A522採用與哈斯VF-22類似的“懸掛式鯊魚鰭”以改善氣流路徑，減低賽車阻力。

### 引擎
雷諾研發了一個全新的動力裝置，命名為雷諾RE22。引擎採用分體式渦輪增壓架構，距離梅賽德斯在混能時代開始時引入這一概念大約八年后，雷諾才采用這設計。ERS系統比以前輕了很多，而且以前賽車難看的球狀引擎罩也不見了。

## 賽季記錄

### 季前
阿爾派A522於2022年2月23日在巴塞隆納-加泰隆尼亞賽道正式亮相，阿隆索和奧康在當天完成了首次試車。該車於2月23日至2月25日參加了在巴塞隆納-加泰隆尼亞賽道進行的2022年一級方程式季前測試第一回合測試中，許多車隊在他們的賽車上出現了海豚跳效應（由於地面效應導致賽車產生共振，使汽車快速上下跳動），這構成了駕駛性能和可靠性問題。A522也受到影響，讓他們表現一般。在三個測試日內，該車完成了266圈；總共1,244（773英里），相當於接近4.1個大獎賽比賽距離，在十支車隊中測試總距離排名第八。賽車也有可靠性隱憂，在最後一天的測試早上時费尔南多·阿隆索因液壓問題而停下來在賽道上，賽車尾部冒出濃煙。該車隨後於3月10日至3月12日參加了在巴林国际赛道進行的第二回合季前測試。在三個測試日內，該車完成了299圈；總共1,618（1,005英里），相當於5.3個大獎賽比賽距離。兩項測試都表明，這輛車表現一般，在較長的比賽模擬和短的排位賽模擬的速度都只在中游水平，但十分穩定。阿隆索更造出本回合測試第四快的最佳圈速。在巴林，可靠性對於A522來說似乎並不是一個嚴重的問題。

### 季初
兩位車手在2022年巴林大獎賽的自由練習中表現平平，埃斯特班·奧康賽車賽車一部分的側箱在賽道上脫落，但車隊仍然堅信他們為巴林大獎賽帶來的側箱升級能讓賽車的性能提升許多。車隊認爲這只是單一事件。奧康表示雖然側箱脫落對他造成一些影響，但整體來説他對這款新車的了解越來越多。阿隆索和奧康分別在排位賽獲得第八位和第十一名。在比賽中，兩位車手在起步后都保持位置。奧康在比賽早段在6號彎與米克·舒马赫發生碰撞而被罰5秒。最後奧康以第七位完賽，阿隆索則以第九位完賽。阿隆索表示輪胎的嚴重退化讓他在比賽早段表現掙扎，他對比賽結果感到樂觀，并認爲下場比賽將是一個不同的挑戰。結果使阿爾派在車隊積分榜中排在第五位，拿到8分。奧康排名第七，阿隆索在車手積分榜排名第九。
在沙地阿拉伯大獎賽排位賽上，奧康獲得第五名，而阿隆索則獲得第七名。奧康對賽車的速度感到滿意。
在比賽中，奧康在比賽早段就被喬治·羅素超過，保持在第三名的位置。其後與阿隆索激烈纏鬥，互相交換位置，讓大家都失去不小時間。羅素與兩人曾一度拉開近15秒。第36圈，阿隆索因動力單元故障而退賽，讓蘭多·諾里斯得以接近奧康。在最後一圈諾里斯與奧康爭奪第六名但失敗，奧康以第六名完賽。結果使阿爾派在車隊積分榜中排名升至第四，奧康排名跌至第六，阿隆索在車手積分榜排名第十三。阿隆索對能與奧康在高速街道賽道上互相挑戰感到享受，但對退賽感到失望。
賽車在澳大利亞大獎賽展現不錯的實力，兩名車手都在自由練習中名列前茅。賽車安裝上新的底板以改善通過車身底部通道的氣流，從而增加下壓力。奧康在排位賽獲得第八名，而阿隆索則獲得第十名。阿隆索在Q3時因液壓問題導致他不能換至較低排擋而在13號彎失控撞牆。奧康以第七名完賽，阿隆索以第十七名完賽。結果使阿爾派在車隊積分榜中排名跌至第五，奧康排名跌至第七，阿隆索在車手積分榜排名跌至第十四。阿隆索對無法在正賽中挑戰梅賽德斯感到“無言以對”，認為一連串的不幸讓他失去了一次上頒獎台的機會。
車隊在本賽季首個衝刺賽週末艾米利亞-羅馬涅大獎賽上帶來了新的底板，希望能提升賽車在正賽中的速度。奧康在排位賽獲得第十九名，而阿隆索則獲得第五名。奧康在衝刺賽獲得第十六名，而阿隆索則獲得第九名。在正賽中，阿隆索在比賽早段與哈斯車隊的米克·舒马赫發生碰撞，舒马赫撞上了阿隆索賽車的右側箱，導致右側箱有零件脫落，阿隆索被迫退賽。奧康雖然在比賽早段超越了幾位車手，但他卻在維修區內與路易斯·咸美頓發生碰撞，奧康因此而被罰5秒加時懲處。最後奧康以第十四位完賽。艾米利亞-羅馬涅大獎賽後，阿爾派在車隊積分榜中跌至第六位。奧康在車手積分榜中跌至第九位。
在新建的迈阿密国际赛道上舉辦的邁阿密大獎賽，車隊度過了一個失望的週末。奧康在第三節練習賽意外撞毀賽車，所以未能參加排位賽並做出時間，但賽會幹事允許他參加正賽賽事。阿隆索在第二階段排位賽出局，只獲得第十一名。正賽起步時，阿隆索與路易斯·咸美頓發生輕微碰撞，阿隆索得以超越他。奧康以硬胎起步，在比賽開始時已經超越了幾位車手。第四十一圈，麥拉倫車手蘭多·諾里斯與皮埃爾·蓋斯利發生碰撞，兩位車手雙雙退賽，導致安全車進場。奧康把握機會進站換上軟胎，並升上第十名。其後他憑著輪胎優勢超越米克·舒马赫，並以第九名完賽，再因為阿隆索的加時懲罰而升上第八名。阿隆索原以第八名完賽，但因為在第三十九圈與蓋斯利發生碰撞及離開賽道並獲得優勢，所以賽後被處以兩個五秒加時懲罰，合計十秒加時，最終名列第十一名。

### 西班牙、摩納哥、亞塞拜然和加拿大站
車隊在阿隆索的主場——西班牙大獎賽上為A522帶來新的煞車小翼，希望能調節賽車的氣流流動，提高空氣動力效能。阿隆索與奧康分別在排位賽中獲得第十七和第十二名。其後阿隆索因使用額外的動力單元部件，遭罰退至最後起步格。奧康以第七名完賽，阿隆索以第九名完賽。阿隆索在賽後訪問中形容「從最後起步格起步，能以第九名完賽，簡直就是一場勝利！就像魔法一樣的神奇。」他和奧康都對賽車的速度和輪胎管理感到滿意。
來到歷史悠久的摩纳哥赛道，賽車在摩納哥大獎賽有不錯的表現。阿隆索與奧康分別在排位賽中獲得第七和第十名。比賽原定於5月29日當地時間15:00開始，但由於天氣問題而推遲至15:09首次嘗試開始，不過在安全車帶領下的2個熱身圈後便因為天氣狀況惡劣而首次發出紅旗。比賽於當地時間16:05在安全車帶領下再次開始餘下77圈的賽事。在正賽中，阿隆索與奧康都沒有進站換上半雨胎，而是直接換上新的硬胎。奧康在漢米爾頓換上半雨胎後頑強抵抗他，更發生碰撞，使漢米爾頓的前翼受損。最後奧康因此而被處以五秒加時懲罰。儘管他以第九名完賽，但因加時五秒而跌至第十二名。阿隆索同樣頑強抵抗漢米爾頓，並最終成功防守他，以第七名完賽。
十四天後的阿塞拜疆大獎賽，車隊對A522的側箱進行巨大的更動，把進氣口移前，並有更深的下切（undercut）；同時他們用上了低阻力的尾翼，希望能增加直線速度。阿隆索與奧康分別在排位賽中獲得第十和第十三名，並分別以第七和第十名完賽。阿隆索在賽後表示，賽車非常高的直線速度讓他們能夠非常容易地防守其他車手，並對連續三場拿分感到高興。
国际汽车联合会在加拿大大獎賽賽前發佈了新的指引，將針對賽車的垂直震動幅度給予定量極限（quantitative limit），以保障車手的安全。在自由練習中，賽車展現出有競爭力的速度，阿隆索在三節練習中均以頭五名完成，並在第三節自由練習造出最快時間。阿隆索在排位賽中獲得第二名，這是他自2012年德国大奖赛以來首次在頭排起步。奧康也獲得第七名。正賽第三圈，阿隆索被小卡洛斯·塞恩斯超越，跌至第三名。第二十四圈，阿隆索被路易斯·咸美頓超越，跌至第四名。其後他在第二十九圈進站換硬胎，並在第四十九圈因角田裕毅撞車而引發安全車後與奧康再次進站，換上中性胎。阿隆索與奧康分別在第五十九和六十圈被夏尔·勒克莱尔超越，跌至第七和六名。阿隆索在比賽末段不停被愛快·羅密歐的兩位車手挑戰，雖然他最後還是以第七名完賽，但卻因為在防守他們時在直道上多次轉向移動而被處以五秒加時懲罰，最終名列第九名。奧康以第九名完賽。阿隆索在車手積分榜中升上第十名。

## 完整一級方程式參賽成績
(賽果底色示意列表)

粗體－桿位 斜體－最快圈速 * – 賽季進行中 1 2 3 4 5 6 7 8 – 衝刺賽積分名次

† –  車手未完成賽事，但已完成90%的原定賽程，因而有排名 

‡ –  由於未完成預定距離的75％，因此該場比賽只能獲得一半積分 

| 年份   | 底盤       | 動力單元（Power unit） | 輪胎 | 車號 | 車手            | 大獎賽 | 大獎賽 | 大獎賽 | 大獎賽              | 大獎賽 | 大獎賽 | 大獎賽 | 大獎賽   | 大獎賽 | 大獎賽 | 大獎賽 | 大獎賽 | 大獎賽 | 大獎賽 | 大獎賽 | 大獎賽 | 大獎賽 | 大獎賽 | 大獎賽 | 大獎賽 | 大獎賽 | 大獎賽 | 積分 | 名次 |
| 年份   | 底盤       | 動力單元（Power unit） | 輪胎 | 車號 | 車手            | 巴     | 沙     | 澳     | 艾米利亚-罗马涅大区 | 邁     | 西     | 摩     | 阿塞拜疆 | 加     | 英     | 奧     | 法     | 匈     | 比     | 荷     | 義大利 | 新     | 日     | 美     | 墨     | 聖     | 阿布   | 積分 | 名次 |
| ------ | ---------- | ---------------------- | ---- | ---- | --------------- | ------ | ------ | ------ | ------------------- | ------ | ------ | ------ | -------- | ------ | ------ | ------ | ------ | ------ | ------ | ------ | ------ | ------ | ------ | ------ | ------ | ------ | ------ | ---- | ---- |
| 2022年 | 阿爾派車隊 | 雷諾 E-Tech RE22       | P    |      |                 |        |        |        |                     |        |        |        |          |        |        |        |        |        |        |        |        |        |        |        |        |        |        |      |      |
| 2022年 | 阿爾派車隊 | 雷諾 E-Tech RE22       | P    | 14   | 费尔南多·阿隆索 | 9      | Ret    | 17     | Ret                 | 11     | 9      | 7      | 7        | 9      | 5      | 10     | 6      | 8      | 5      | 6      | Ret    | Ret    | 7      | 7      | 19†    | 5      | Ret    | 173  | 第4  |
| 2022年 | 阿爾派車隊 | 雷諾 E-Tech RE22       | P    | 31   | 埃斯特班·奧康   | 7      | 6      | 7      | 14                  | 8      | 7      | 12     | 10       | 6      | Ret    | 5 6    | 8      | 9      | 7      | 9      | 11     | Ret    | 4      | 11     | 8      | 8      | 7      | 173  | 第4  |
| 來源:  |            |                        |      |      |                 |        |        |        |                     |        |        |        |          |        |        |        |        |        |        |        |        |        |        |        |        |        |        |      |      |

## 外部鏈接
- 阿爾派车队官方網站 （页面存档备份，存于）